# Vizigotski zakonik
Vizigotski zakonik (latinsko Forvm Ivdicvm ali Liber Ivdiciorvm, špansko Libro de los Juicios) je zbirka  zakonov, ki jo je sestavil hispanski vizigotski kralj Hindasvint v drugem letu svojega vladanja (642/643). Zakonik je pregledal in dopolnil njegov sin Rekesvint in ga objavil okoli leta 654, zato je znan tudi kot Rekesvintov zakonik.
Zakonik so dopolnjevali tudi kralji Vamba, Ervig, Egika in verjetno Vitica. Z njim se je dokončno ukinila dvojna zakonodaja, od katerih je ena veljala za Hispanorimljane, druga pa za Vizigote. Podložniki Vizigotskega kraljestva so se prenehali deliti na Rimljane (latinsko Romani) in Gote (latinsko Gothi) in postali Hispani (latinsko Hispani). Za Gote so do takrat veljali zakoni, zbrani leta 475 v Evrikovem zakoniku (Codex Euricianus), za Rimljane pa rimsko pravo, ki ga je leta 506 poenotil Alarik II. v Alarikovem brevirju (Breviarium Alaricianum). 
Zakonik je bi v veljavi zelo dolgo. Samostanski zapisi iz 10. stoletja iz Galicije omenjajo, da so se z njim urejale družinske in politične zadeve, dedovanje ter varstvo ovdovelih žena in sirot. Ti zakoni so imeli v kombinaciji s cerkvenimi kanoni zelo močan teokratski značaj. 
Mavri so po zasedbi Iberskega polotoka obdržali Vizigotski zakonik, ker je bilo kristjanom v predmetih, ki se niso neposredno dotikali osvajalcev, na primer pobiranje davkov, dovoljeno uporabljati svoje zakone. 
Ko je Ferdinand III. Kastiljski leta 1241 osvojil Cordobo, je odredil, da se zakonik z nekaterimi spremembami prevede iz latinščine v kastiljščino. Pod imenom Fuero Juzgo se je uporabljal kot lokalni zakonik v nekaterih delih Iberskega polotoka. 
Katalonski prevod zakonika je najstarejši odkriti dokument, pisan v katalonskem jeziku.

## Vsebina
- I. knjiga: Zakonodajalec in zakon
  - I. poglavje: Zakonodajalec
  - II. poglavje: Zakon
- II. knjiga: Vodenje postopkov
  - I. poglavje: Sodniki in zadeve, o katerih odloča sodišče
  - II. poglavje: Zadeve
  - III. poglavje: Sestava in pooblastila
  - IV. poglavje: Priče in dokazi
  - V. poglavje: Veljavni in neveljavni dokumenti in kako mora biti sestavljena oporoka
- III. knjiga: Zakonska zveza
  - I. poglavje: Poročne pogodbe
  - II. poglavje: Nezakonite poroke
  - III. poglavje:  Oskrunitev devic ali vdov
  - IV. poglavje: Prešuštvo
  - V. poglavje: Krvoskrunstvo, odpadništvo in homoseksualnost
  - VI. poglavje: Razveza zakona in zaroke
- IV. knjiga: Naravno dedovanje 
  - I. poglavje: Stopnja sorodstva
  - II. poglavje: Dedovanje
  - III. poglavje:  Varovanci in njihovi skrbniki
  - IV. poglavje: Najdenci
  - V. poglavje: Lastnina, pridobljena po naravnih zakoih
- V. knjiga: Poslovne transakcije
  - I. poglavje: Cerkvene zadeve
  - II. poglavje: Donacije
  - III. poglavje: Darila pokroviteljev
  - IV. poglavje: Menjava in prodaja
  - V. poglavje: Predana ali posojena lastnina
  - VI. poglavje: Poroštvo in dolgovi
  - VII. poglavje: Osvobajanje sužnjev in svobodnjaki
- VI. knjiga: Zločini in mučenje
  - I. poglavje: Tožniki zločincev
  - II. poglavje: Hudodelci in njihovi svetovalci in zastrupljevalci
  - III. poglavje: Abortiranje
  - IV. poglavje:  Poškodbe, rane in pohabljenja, povzročena moškim
  - V. poglavje: Umor
- VII. knjiga: Tatvine in goljufije 
  - I. poglavje: Informatorji
  - II. poglavje: Tatovi in ukradena lastnina
  - III. poglavje: Prisvajanje in ugrabljanje sužnjev
  - IV. poglavje: Ponarejanje dokumentov
  - V. poglavje: Ponarejanje dokumentov
  - VI. poglavje: Ponarejanje kovin
- VIII. knjiga: Nasilna in škodljiva dejanja 
  - I. poglavje: Napadi in ropanje lastnine
  - II. poglavje: Požigi in požigalci
  - III. poglavje: Poškodovanje dreves, vrtov in kakršnih koli posevkov
  - IV. poglavje: Poškodovanje živali in druge lastnine
  - V. poglavje: Paša prašičev in zablodele živali
  - VI. poglavje: Čebele in škoda, ki so jo povzročile
- IX. knjiga: Ubežniki in begunci 
  - I. poglavje: Ubežniki in njihovi skrivači in pomagači
  - II. poglavje: Tisti, ki nočejo v vojno, in dezerterji
  - III. poglavje: Tisti, ki iščejo zavetje v cerkvi
- X. knjiga: Delitev posesti, omejitev in meje 
  - I. poglavje: Delitev in zemljišče, prenešeno s pogodbo
  - II. poglavje: Omejitve petdesetih in tridesetih let
  - III. poglavje: Meje in mejniki
- XI. knjiga: Bolezen in smrt in trgovci iz tujine 
  - I. poglavje: Zdravniki in bolniki
  - II. poglavje: Motenje pogrebov
  - III. poglavje: Trgovci iz prekomorskih dežel
- XII. knjiga:  Preprečevanje uradnjega zatiranja in heretičnih ločin
  - I. poglavje: Uveljavljanje ublažitev razsodb in izogibanje zatiranja s strani oblastnikov
  - II. poglavje: Izkoreninjanje krivovercev in Judov
  - III. poglavje:  Zakoni proti Judom, s katerimi so potrjeni stari in dodani novi